# Comitas murrawolga
Comitas murrawolga é uma espécie de gastrópode do gênero Comitas, pertencente a família Pseudomelatomidae.